# Шермейстер Леонід Юлійович
Леонід Юлійович Шермейстер (1921, Мелітополь — 1995, Мелітополь) — український диригент, композитор, педагог, заслужений працівник культури УРСР.
Закінчив літературний факультет Мелітопольського педагогічного інституту (1951), Харківський інститут культури (1963) зі спеціальності «хорове диригування».
Керівник народної хорової капели «Таврія» Палацу культури ім. Т. Шевченка (м. Мелітополь), протягом 35 років — викладач Мелітопольського училища культури.
Автор музики до понад 20 пісень, серед яких «Вечірній Мелітополь», що стала гімном міста рос. «Помни, Таврия», рос. «Течёт река Молочная» та інші.
Нагороджений медаллю «За доблестный труд», почесною грамотою Президії Верховної Ради України та ін. Почесний громадянин міста Мелітополь. Заслужений працівник культури УРСР (1966)